# 貞元 (金)
貞元（ていげん）は、金の海陵王の治世で用いられた元号。1153年 - 1156年。

## 西暦・干支との対照表
| 貞元 | 元年   | 2年    | 3年    | 4年    |
| 西暦 | 1153年 | 1154年 | 1154年 | 1156年 |
| 干支 | 癸酉   | 甲戌   | 乙亥   | 丙子   |